# Moxostoma robustum
Moxostoma robustum är en fiskart som först beskrevs av Cope, 1870.  Moxostoma robustum ingår i släktet Moxostoma och familjen Catostomidae. Inga underarter finns listade i Catalogue of Life.